# アルメレ
アルメレ(アルメーレ、オランダ語: Almere [ɑlˈmeːrə] ( 音声ファイル))は、オランダのフレヴォラント州にある基礎自治体（ヘメーンテ）。アムステルダムの東約30kmの位置にあり、1968年に干拓されたフレヴォラント南干拓地（Zuidelijk Flevoland）の西部にある。オランダで最も新しく誕生した都市のひとつである。
1976年に最初の住宅が竣工し、1984年に基礎自治体（ヘメーンテ）が成立した。
フレヴォラント州では最大のヘメーンテで人口は191,495人（2011年5月9日現在）であり、オランダでも7番目に人口の多いヘメーンテである。
2007年10月には、市議会は2030年までに人口を35万人規模にまで拡大することを政府と合意した。

## 歴史
ゾイデル海開発で行われた最後の干拓地造成であるフレヴォラント南干拓地は、1967年に締切堤防が完成して排水を開始し、1968年5月に干拓が完了した。
ゾイデル海開発の当初予定では、アイセル湖内の干拓地はほぼすべて農地となることになっていた。しかし第二次世界大戦後、オランダの人口が爆発的に増えたことに対応し、アムステルダムに近いフレヴォラント干拓地に住宅地を作る計画が浮上し、南干拓地および既に干拓が終了していた東干拓地とあわせて、2つの街を作ることが計画された。東干拓地にレリスタット（ゾイデル海開発を指揮した土木技師コルネリス・レリー（Cornelis Lely）にちなむ）が、南干拓地に「南西の街（Zuidweststad）」が計画された。この（仮称）「南西の街」が、ゾイデル海の中世の古名・アルメレ（Almere）を取って「アルメレ」と呼ばれるようになったのは1970年代のことである。
1976年に最初の建物が竣工し、1984年にはこの地区は基礎自治体となった。その後、アムステルダムの近郊住宅都市として急速に発展し、政府に認可された拡張計画によれば2030年には35万人の街となる予定である。
当初、アルメレの街は干拓事業体（Openbaar Lichaam Zuidelijke IJsselmeerpolders）により運営されており、1977年から市長選が行われ1978年からは異なる政党から選ばれた委員による諮問委員会が置かれていたが、1983年に最初の市議選が行われ、1984年に正式な自治体となり市民の選んだ議会が成立した。
アルメレでは1970年代以来都市建設が続いている。当初の住宅開発は機能重視で社会の階層を水準化することに重点を置いていたが、1990年代以降の流れはレム・コールハースらの建築家を起用し斬新なデザインの高級な住宅や中心街を作る方向へ向いている。
自治体内には干拓地の水を排水するためのデ・ブロック・ファン・クフェレル・ポンプ場（De Blocq van Kuffeler）が設けられている。

## 地理

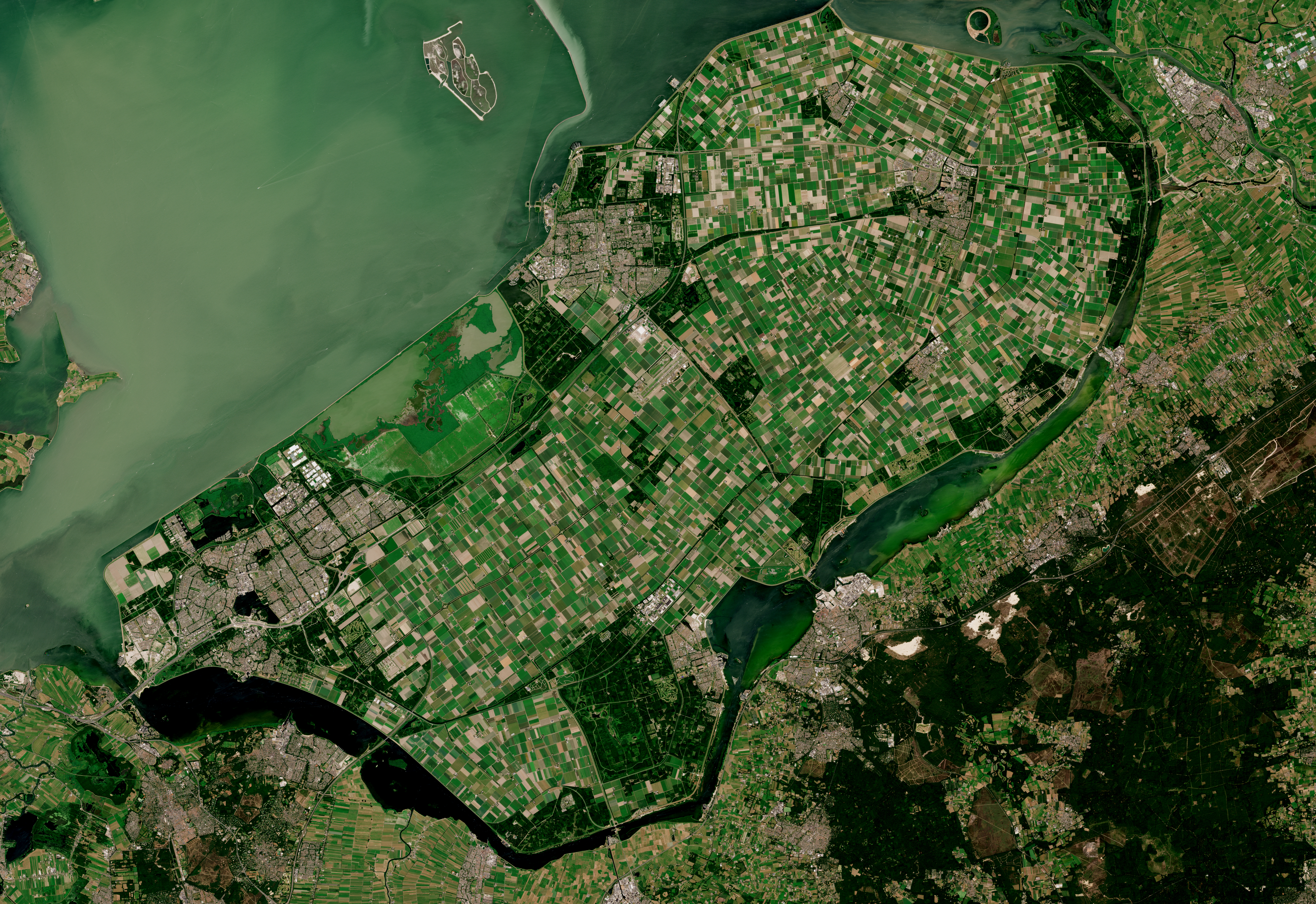
南フレヴォラント干拓地および東フレヴォラント干拓地の衛星写真

アルメレは南フレヴォラント干拓地（Zuidelijk Flevoland）の最も西に位置しており、フレヴォラント州西端の自治体である。西と北はアイセル湖の一部であるマルケル湖（Markermeer）に面し、北東には州都レリスタットの西部の農地が接し、東は農地の広がるゼーヴォルデに接する。南には、フレヴォラント干拓地と本土（北ホラント州）に挟まれた湖、ホーイ湖（Gooimeer、かつてのゾイデル海の一部）がある。
市内のほとんどは市街地または公園などに供される予定になっている。

## 地区

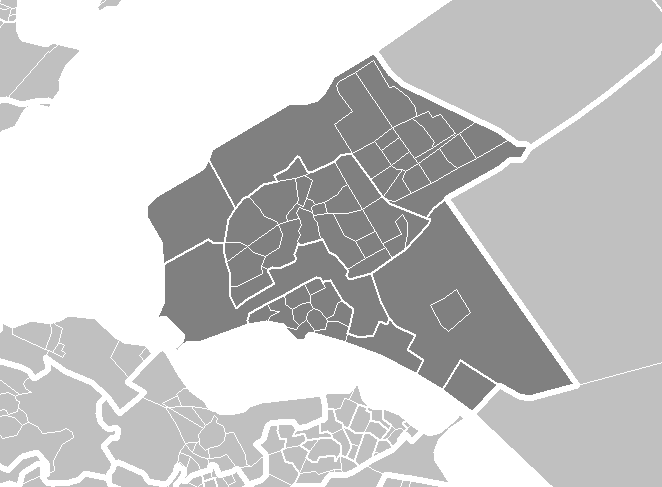
アルメレの地区区分

アルメレ基礎自治体には、次の地区（stadsdelen）がある。
- Almere Stad　（1980年成立、2011年の人口107,979人）
- Almere Haven　（1976年成立、2011年の人口21,982人）
- Almere Buiten　（1984年成立、2011年の人口54,716人）
- Almere Hout　（1991年成立、2011年の人口1,158人）
- Almere Poort　（建設続行中、2000年成立、2011年の人口4,989人）
- Almere Pampus　（計画中）

## 交通

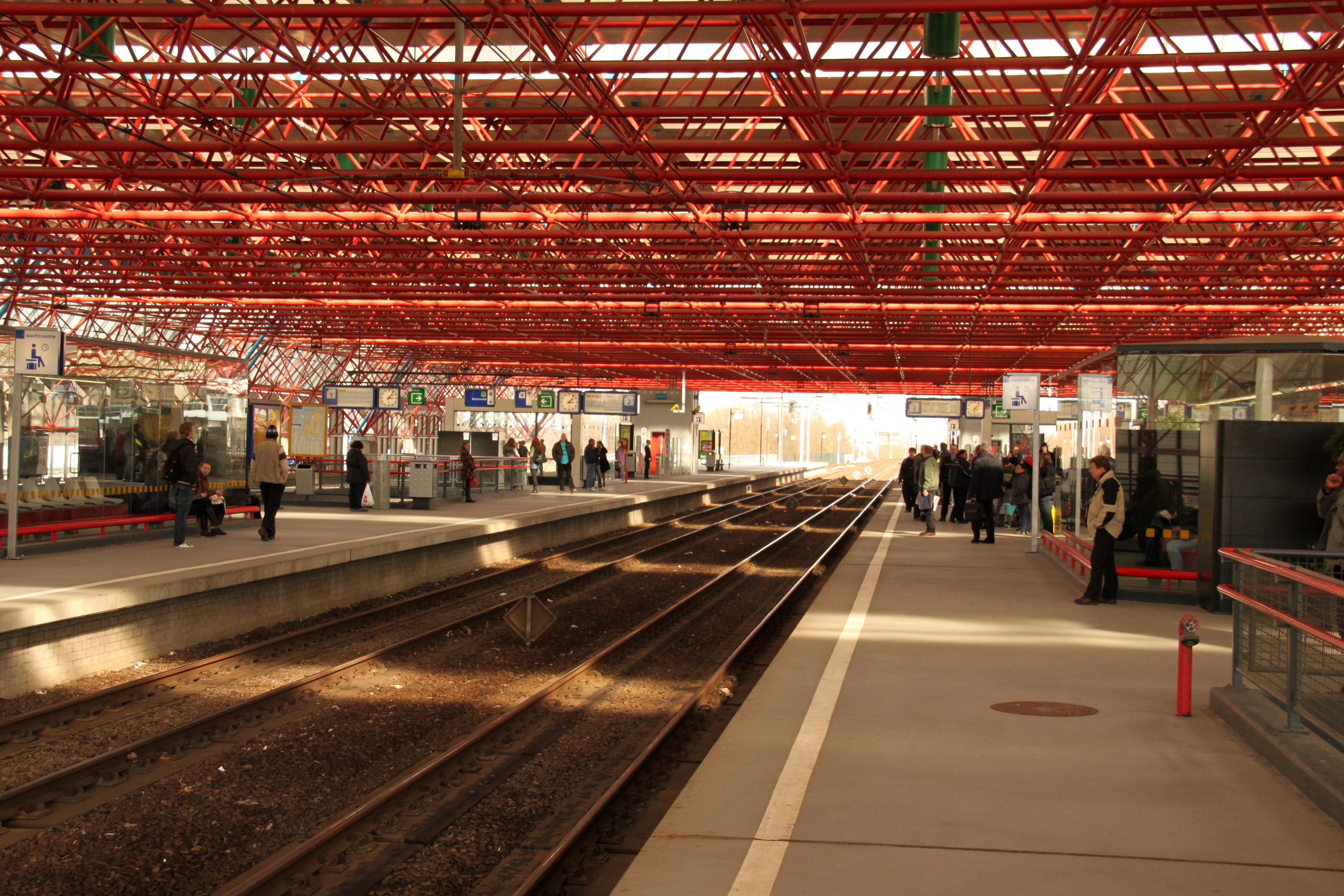
アルメレ中央駅

道路
- 高速道路 A6, A27

オランダ鉄道の主要駅
- アルメレ中央駅 （1987年開業）

アムステルダム中央駅へ普通（Stoptrein）で所要時間約30分、運行間隔1時間に2本。
アムステルダム南駅へIntercityで所要時間約30分、運行間隔1時間に2本。
都市計画の際に車道、バスレーン、自転車道が別々に設けられており、バスや自転車の走りやすい道路整備がなされている。1987年にはアムステルダム郊外の Weesp 駅から分かれてアルメレに至る鉄道が開通し、翌1988年にはアムステルダム - アルメレ - レリスタットを結ぶ路線が全通した。アルメレ市内には5つの駅（将来はもう一つ開設される）があり、アムステルダム行きの通勤列車が走る。

## 姉妹都市
姉妹都市は以下の通り。

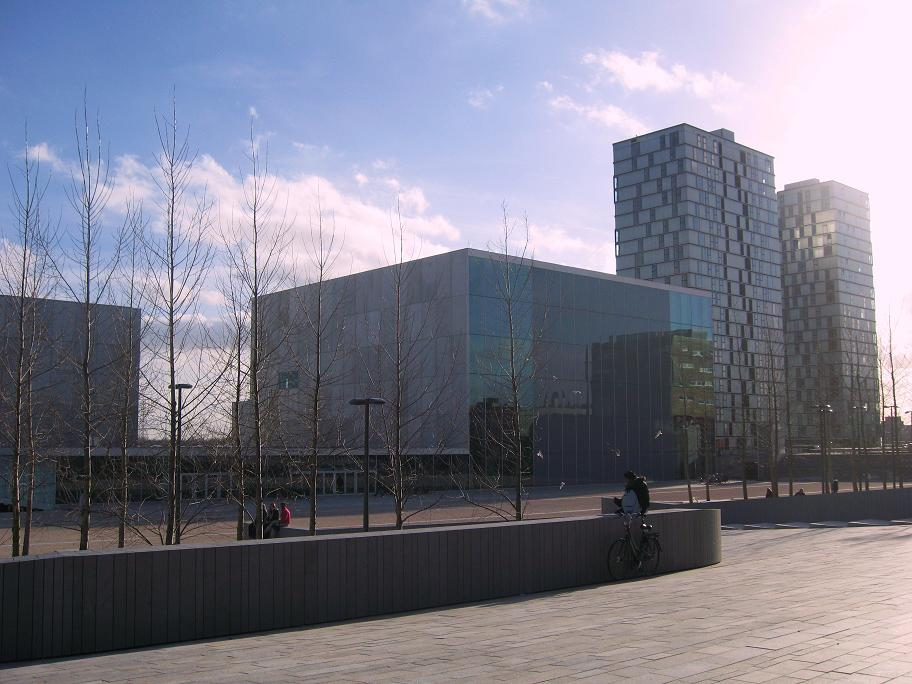
市の劇場

- オールボー、デンマーク
- チェスケー・ブジェヨヴィツェ、チェコ
- ハープサル、エストニア
- クマシ、ガーナ
- ランカスター、イギリス
- ミルトンキーンズ、イギリス
- レンツブルク(de:Rendsburg)、ドイツ
- ベクショー、スウェーデン
- 台南市、中華民国

## 出身者
- ニキ・ヴォリーズ - フィギュアスケート選手
- マイク・ファン・デル・ホールン - サッカー選手
- ヘドヴィヘス・マドゥロ - サッカー選手
- アンガーフィスト - 音楽プロデューサー・DJ

## ギャラリー

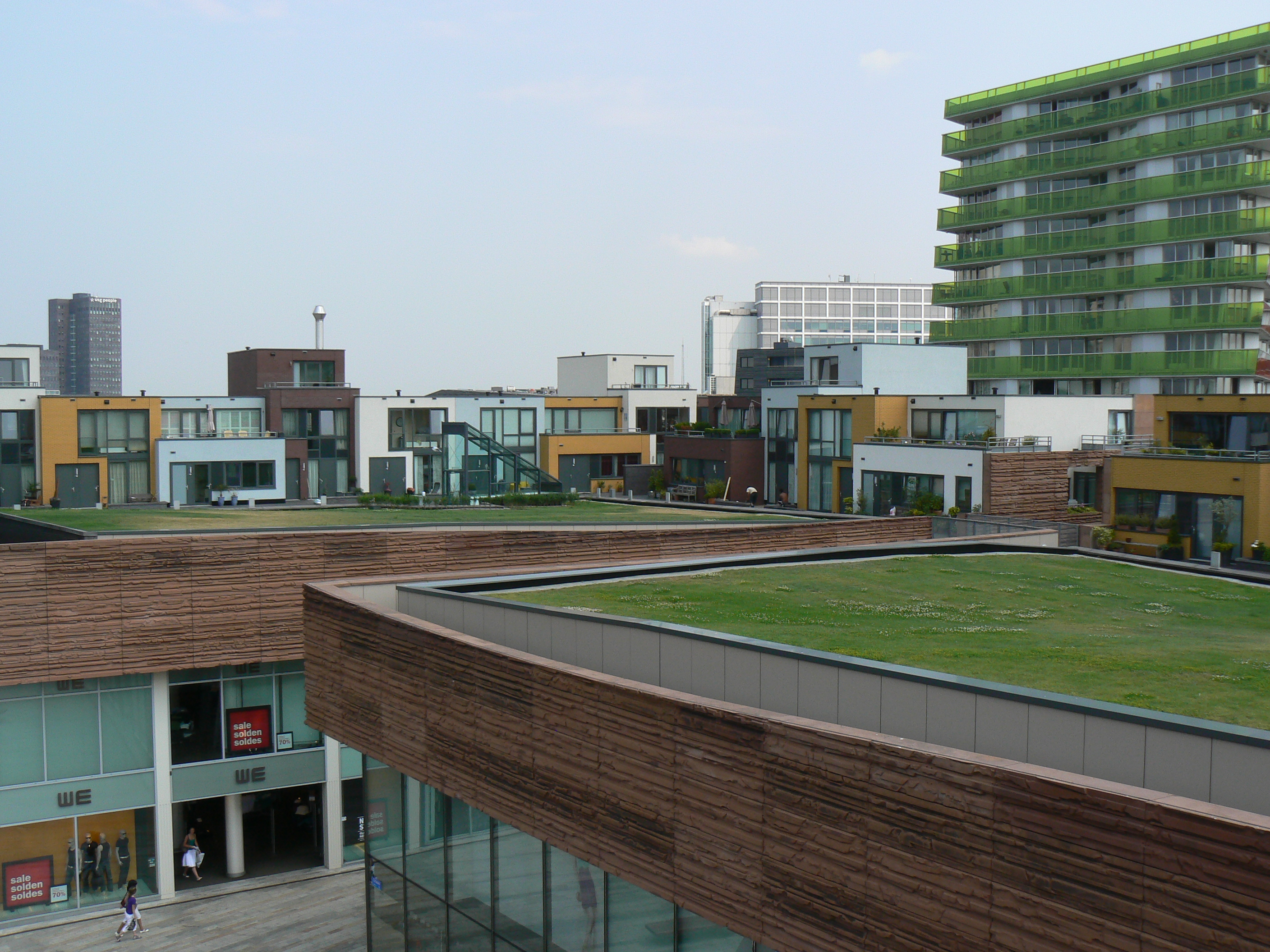
市街地
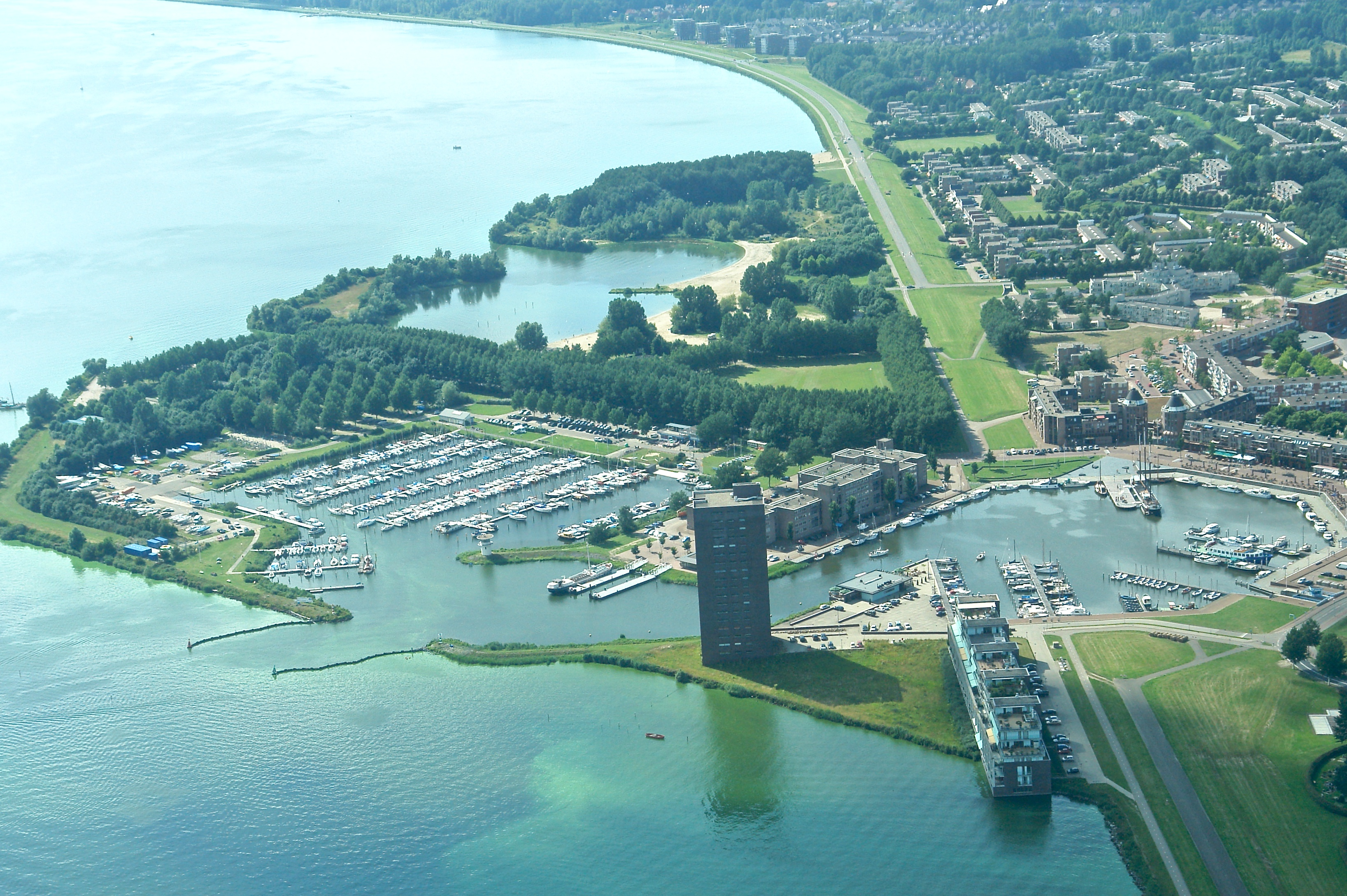
アルメレの港とマリーナ
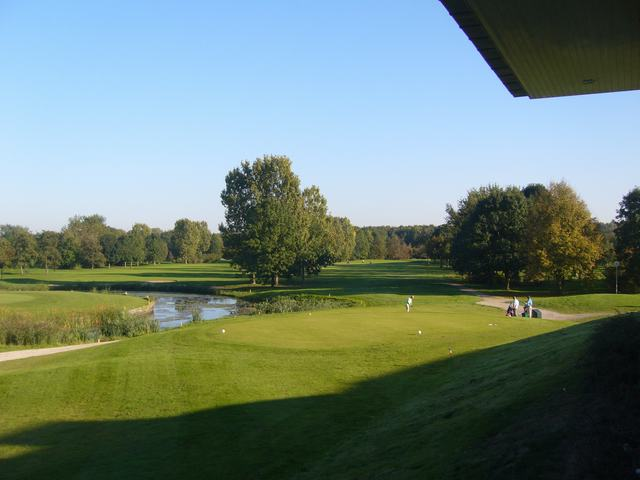
アルメレのゴルフ場